# Gallieniellidae
Los gal•lieniélidos (Gallieniellidae) son una familia de arañas araneomorfas, que forman parte de los gnafosoideos (Gnaphosoidea), una superfamilia formada por siete familias entre las que destacan por su número de especies Gnaphosidae y Prodidomidae.
Se sospecha que los miembros de esta familia están especializados en cazar hormigas. Por otro lado, en 1990, el género Drassodella fue trasladado a la familia Gnaphosidae.

## Distribución
Se pensaba que era una familia endémica de Madagascar, pero en los años 80 se encontraron especies de galieniélidos en la parte meridional de Kenia, el nordeste de Argentina, y Australia.

## Sistemática
Con la información recogida hasta el 31 de diciembre de 2011, esta familia cuenta con 57 especies descritas comprendidas en 11 géneros. La categorización en subfamilias sigue las propuestas de Joel Hallan en su Biology Catalog.

### Gallienellinae
Millot, 1947
- Drassodella Hewitt, 1916 (Sudáfrica)
- Gallieniella Millot, 1947 (Madagascar, Islas Comores)
- Legendrena Platnick, 1984 (Madagascar)
- Toxoniella Warui & Jocqué, 2002 (Kenia)

### Meedoinae
- Galianoella Goloboff, 2000 (Argentina)
- Meedo Main, 1987 (Australia)
- Neato  Platnick, 2002 (Australia)
- Oreo Platnick, 2002 (Australia)
- Peeto Platnick, 2002 (Australia)
- Questo Platnick, 2002 (Australia)